# ناوشکن کلاس ماهان
دیسترویر کلاس ماهان (به انگلیسی: Mahan-class destroyer) یک کلاس از کشتی است که طول آن 341' 3" ft (104.0 m) می‌باشد.